# シースカウト
シースカウト（英語: Sea Scouts）は、1908年に結成された国際的なスカウト運動のひとつ。
その活動は、カヤック、カヌー、帆船、その他の手漕ぎ舟などによる、海洋、河川、湖沼など水に基づく活動に特化しているのが特徴である。シースカウトは、帆走、ボートによる巡航、航海術、エンジンの働きなどを学ぶ機会を提供するが、所属する国および利用できる水圏（海、湖、川など）、船舶の大小などによって、活動の内容は異なっている。
またシースカウトは、しばしばレガッタ競争（ボートレース）に参加することでも知られる。

## 歴史
シースカウトの活動は、全てのスカウト活動の中で最も古いプログラムのひとつであるともいえる。
スカウト運動の創始者、ロバート・ベーデン＝パウエル（B-P）卿は、彼の家系である海軍の伝統の中で成長した（彼の母方の祖父は、ウィリアム・スマイス提督である）。
1872年、15歳だったB-Pは、兄の折り畳み式のカヌーによるクロスカントリー旅行に同行した。彼らは、テントに泊まり、焚火で料理した。このことから、B-Pが後日、自らのスカウトとしての生涯はシースカウトとして始まったと書いたのも少しも不思議ではない。
イングランドで実施されたキャンプファイアにおいて、「より年長のスカウトたちはボートの管理および船舶操縦術について学ぶことに興味をもってほしい」という希望をB-Pが表明したとき、シースカウトはその活動をスタートすることとなった。
彼は、青年たちが自国の艦船上における役務に従事する準備を彼ら自身でさせることに重きを置いた。
シースカウト活動は、B-Pの兄、ワーリントン・ベーデン＝パウエルによって導かれることとなった。
1908年8月、B-Pは、イギリス・ハンプシャーのBucklers Hardで個人的なキャンプを行い、それがシースカウト（ただし1912年まで公式に名付けられることはなかった）のスタートとなった。
ワーリントン・ベーデン＝パウエルは、シースカウトのハンドブック「シースカウティング・アンド・シーマンシップ・フォア・ボーイズ(Sea Scouting and Seamanship for Boys)」を1910年に書き上げ、それにはB-P卿による前文が付けられた。この本は、英国の青年たちに熱狂的に受け入れられ、すぐに他の国々へも広がっていった。
ワーリントン・ベーデン＝パウエルは、また「Canoe Travelling：Log of a Cruise on the Baltic, and Practical Hints on Building and Fitting Canoes」の著者でもある。
イギリスでは10 - 18歳の少年を対象としたSea cadetsがあり、国防省が資金の半分を出し、イギリス海軍がボランティアで活動をサポートしている。

## 日本におけるシースカウト
1924年12月、油谷堅蔵海軍少将、小山武海軍少将、原道太海軍大佐らによって大日本東京海洋少年団が結成されたのが、日本におけるシースカウトのあけぼのである。1925年3月、少年団日本連盟に海洋部が設置された。1927年8月、少年団日本連盟海洋部と江田島海軍兵学校の主催により初の全国海洋少年団合同訓練が行われ、887名のスカウトが参加した。また同年9月には北海道大学水産専門部から忍路丸（翌1928年に和爾丸と改名）が払い下げられた。
1928年、少年団日本連盟第三回総会において日本連盟規約が改正され、加盟団はボーイスカウト、シースカウト（海洋少年団＝海洋健児部）、スカウトのおきてを遵用しない少年団に分類されることとなった。海洋健児部の指導者には海軍関係者が多く、そのため1930年代におこる大日本少年団連盟への陸軍の干渉を嫌い、1938年には大日本海洋少年団連盟として分離独立した。大日本海洋少年団連盟は1941年の大日本青少年団結成には加わらず、1945年6月に解散するまであくまでも独立した青少年団体として存在した。
戦後、占領軍の海軍解体方針のためにCIEは海洋少年団の復活を認めず、海洋少年団が復活するのは占領終了後の1951年のことである。1951年5月、海上保安庁と平和の海協会によって少年海の会が発足し、同年7月5日に名称を日本海洋少年団連盟と変更した。現在はスカウティング組織ではなく、国際海洋少年団協会 (ISCA) に所属する　シー・カデットとしての活動を行っている。
戦後のボーイスカウトにおいては、シースカウトは海洋を主にスカウト活動の場とするベンチャースカウトやローバースカウトのこととされる。ボーイスカウト日本連盟の教育規定にはシースカウトの制服や進歩課目の具体的な定めはないが、一般に独自のユニフォームや海洋訓練を実施するプログラムをもっている。沖縄県で初めて結成され、次いで兵庫県西宮市（日本ボーイスカウト兵庫連盟西宮第8団）に誕生したが、何れも現存しない。

## ユーロシー(Eurosea seminar)
ユーロシーは、ヨーロッパ地域スカウト機構が3年ごとに開催するシースカウトの大会である。開催国と年度は以下の通り。
Eurosea 1、1985年：テッサロニキ（ギリシャ）
Eurosea 2、1988年：Harderhaven（オランダ）
Eurosea 3、1992年：バサロ（スウェーデン）
Eurosea 4、1994年：ロンドン（イギリス）
Eurosea 5、1997年：オスロ（ノルウェー）
Eurosea 6、2000年：オリュシュティネク（ポーランド）
Eurosea 7、2003年：Sao Jacinto、Aveiro（ポルトガル）
Eurosea 8、2006年：Korpoo（フィンランド）